# Andabamba (distrito de Acobamba)
Andabamba é um distrito do Peru, departamento de Huancavelica, localizada na província de Acobamba.

## Transporte
O distrito de Andabamba é servido pela seguinte rodovia:
- HV-106, que liga a cidade de Anco ao distrito
- PE-3S, que liga o distrito de La Oroya à Ponte Desaguadero (Fronteira Bolívia-Peru) - e a rodovia boliviana Ruta 1 - no distrito de Desaguadero (Região de Puno)
- PE-3SM, que liga o distrito de Marcas à cidade de Izcuchaca [1][2][3]